# Sachnín
Sachnín, arabsky سخنين‎, (hebrejsky סַחְ׳נִין‎ , v oficiálním přepisu do angličtiny Sakhnin) je město v Izraeli, v Severním distriktu.

## Geografie
Leží v nadmořské výšce 250 m, na pahorcích v Dolní Galileji, na jihozápadním okraji údolí Bik'at Sachnin, v místech kde do údolí svažuje vysočina Harej Jatvat s horami Har Morsan a Har ha-Š'avi. Severně od vesnice se terén svažuje do vlastního údolí, do kterého přitéká po východním okraji města vádí Nachal Morsan. Na západní straně od města stojí vrch Giv'at Sachnit, od něhož k severu směřuje vádí Nachal Sachnin.
Město leží přibližně 20 km od Haifského zálivu, 100 km severovýchodně od centra Tel Avivu a 30 km severovýchodně od centra Haify, hustě zalidněném pásu. Osídlení v tomto regionu je smíšené. Vlastní město je osídleno izraelskými Araby, stejně jako mnohá další města a vesnice v okolí. Na sever od Sachnínu leží větší židovské město Karmiel. Vysočina Harej Jatvat má rozptýlené židovské osídlení.
Sachnín je na dopravní síť napojen pomocí lokální silnice číslo 805, která ve východozápadním směru propojuje jednotlivé převážně arabské obce tohoto regionu.

## Dějiny
Sachnín patří k největším arabským sídlům v Galileji. V římských a byzantských dobách byl židovskou vesnicí, která je připomínána v mišně i talmudu. Ve středověku byla osídlena muslimskými Araby. Podle cestopisu Victora Guérina z 19. století šlo o vesnici se 700 převážně muslimskými obyvateli, ale i s arabskými křesťany. Římané vesnici nazývali Sagane, křižáci ji znali pod jménem Zakkanin. Roku 1888 byla v obci tureckými úřady založena základní chlapecká škola. Během 1. poloviny 20. století se vyvíjela v menší město. Roku 1931 měl Sachnin 400 domů a k roku 1945 už tu žilo 2600 obyvatel.
Sachnin byl izraelskou armádou dobyt během první arabsko-izraelské války 15. července 1948 v rámci operace Dekel. Koncem října 1948 pak v rámci operace Chiram ovládli Izraelci celou přilehlou oblast centrální a severní Galileje. Po dobytí nebyla zdejší arabská sídla většinou vysídlena a jejich obyvatelé se stali občany státu Izrael, byť až do 1. prosince 1966 se jimi osídlené regiony nacházely pod vojenskou správou.
30. března 1976 se ve městě odehrávaly demonstrace místních obyvatel proti vyvlastňování pozemků pod jurisdikcí arabských obcí ve prospěch nově zřizovaných židovských vesnic a měst (takto například vzniklo i město Karmiel). V průběhu protestů došlo ke střetu s bezpečnostními složkami a tři místní obyvatelé byli zabiti. Izraelští Arabové si toto výročí pravidelně připomínají jako takzvaný Land Day (Den půdy). V centru města vyrostl pomník připomínající událost, navržený společně arabským i židovským umělcem jako výraz snah o smíření. V říjnu 2000 ale město zažilo opět násilné demonstrace, když místní Arabové protestovali na podporu Palestinců na Západním břehu Jordánu a v Pásmu Gazy v počátečních dnech druhé intifády. Došlo k zásahu policie, při kterém bylo zabito pět Arabů z tohoto regionu, včetně dvou přímo ze Sachninu.
Město je centrem okolního regionu. Sídlí zde několik základních škol a také učitelský ústav založený roku 2001. Roku 1995 získal Sachnin status většího města, do té doby šlo o místní radu (malé město). Ceremoniálu povýšení na město se zúčastnil i tehdejší izraelský premiér Jicchak Rabin. Vzhledem k pokračujímu růstu obyvatel vede město jednání ohledně rozšíření správních hranic tak, aby bylo možné rozšiřovat zastavěné území. Jednání se vedou zejména se sousední oblastní radou Misgav. Na západním okraji města stojí velká průmyslová zóna Misgav.
Město získalo v rámci Izraele proslulost díky zdejšímu fotbalovému klubu Bnej Sachnin (בני סחנין), který v roce 2004 vyhrál izraelskou ligu. Za klub nastupují arabští i židovští hráči.

## Demografie
Podle údajů z roku 2009 tvořili naprostou většinu obyvatel izraelští Arabové – přibližně 25 500 osob. K roku 2004 se tu uvádějí jen dvě židovské rodiny, zbytek obyvatelstva tvořili izraelští Arabové. Vlastní arabská komunita se dělí na většinové muslimy, kteří tvoří 94 % obyvatel města, a křesťany, kteří tvoří zbytek populace. Sachnin je středně velké sídlo městského typu, byť zástavba má zejména na okrajích obce rozvolněný a spíše venkovský ráz. K 31. prosinci 2015 zde žilo 29 300 lidí.
| Rok  | Obyvatelé |
| ---- | --------- |
| 1922 | 1 575     |
| 1931 | 1 891     |
| 1945 | 2 600     |
| 1948 | 3 363     |
| 1949 | 3 477     |
| 1951 | 3 820     |
| 1952 | 3 940     |
| 1953 | 4 050     |
| 1954 | 4 170     |
| 1955 | 4 300     |
| 1956 | 4 430     |
| 1957 | 4 590     |

| Rok  | Obyvatelé |
| ---- | --------- |
| 1958 | 4 750     |
| 1959 | 4 870     |
| 1960 | 5 100     |
| 1961 | 5 270     |
| 1962 | 5 550     |
| 1963 | 5 800     |
| 1964 | 6 100     |
| 1965 | 6 400     |
| 1966 | 6 750     |
| 1967 | 7 050     |
| 1968 | 7 400     |
| 1969 | 7 750     |

| Rok  | Obyvatelé |
| ---- | --------- |
| 1970 | 8 100     |
| 1971 | 8 500     |
| 1972 | 8 400     |
| 1973 | 9 100     |
| 1974 | 9 300     |
| 1975 | 9 700     |
| 1976 | 10 100    |
| 1977 | 10 600    |
| 1978 | 11 000    |
| 1979 | 11 400    |
| 1980 | 11 800    |
| 1981 | 12 200    |

| Rok  | Obyvatelé |
| ---- | --------- |
| 1982 | 12 700    |
| 1983 | 12 900    |
| 1984 | 13 700    |
| 1985 | 14 000    |
| 1986 | 14 400    |
| 1987 | 14 800    |
| 1988 | 15 300    |
| 1989 | 15 800    |
| 1990 | 16 300    |
| 1991 | 16 800    |
| 1992 | 17 300    |
| 1993 | 17 800    |

| Rok  | Obyvatelé |
| ---- | --------- |
| 1994 | 18 300    |
| 1995 | 18 713    |
| 1996 | 19 249    |
| 1997 | 19 785    |
| 1998 | 20 410    |
| 1999 | 21 000    |
| 2000 | 21 597    |
| 2001 | 22 087    |
| 2002 | 22 600    |
| 2003 | 23 200    |
| 2004 | 23 900    |
| 2005 | 24 400    |

| Rok  | Obyvatelé |
| ---- | --------- |
| 2006 | 25 000    |
| 2007 | 25 100    |
| 2008 | 25 100    |
| 2009 | 25 700    |
| 2010 | 26 300    |
| 2011 | 27 100    |
| 2012 | 27 900    |
| 2013 | 28 100    |
| 2014 | 28 600    |
| 2015 | 29 300    |
| 2016 | 29 900    |
| 2017 | 30 500    |

| Rok  | Obyvatelé |
| ---- | --------- |
| 2018 | 31 100    |
| 2021 | 32 743    |